# 渡邉正己
渡邉 正己（わたなべ まさみ、1948年3月11日 - ）は、日本の生命科学者。京都大学名誉教授。薬学博士（東京大学・論文博士・1981年）。研究分野は放射線生物学で、長年に亘り、様々な物理化学的ストレスに対する細胞の応答機構について研究を行っている。

## 略歴
- 岐阜県美濃加茂市生まれ。美濃加茂市立古井小学校・美濃加茂市立東中学校、岐阜県立加茂高等学校卒。
- 1971年 金沢大学薬学部卒業
- 1973年 金沢大学大学院薬学研究科修士課程修了。日本学術振興会薬学奨励研究員
- 1977年 金沢大学薬学部助手
- 1981年 薬学博士（東京大学）
- 1986年 横浜市立大学医学部助教授
- 1992年 長崎大学薬学部教授
- 1999年 長崎大学副学長
- 2002年 長崎大学大学院医歯薬学総合研究科教授
- 2005年 京都大学原子炉実験所（現：京都大学複合原子力科学研究所）教授
- 2012年 京都大学名誉教授

## 放射線量と発癌性に関する見解
渡邉は2011年に発生した福島第一原子力発電所事故に関連して産経新聞社からインタビューを受け、低い放射線量における発癌の危険性について、「国際的な報告書では年間100～200ミリシーベルトという低い線量域での影響を測ることは難しいとされます。低い線量でも健康に害を与えると仮定しても、発がん率はおよそ100人に1人。放射線の被曝がなくても100人のうち50人はがんになるので、あまり影響はないと予想されます。」と回答している。